# Martín Rivas
Pour la telenovela chilienne, voir Martín Rivas (série télévisée).
Martín Sebastián Rivas Fernández (né le 17 février 1977 à Montevideo en Uruguay) est un footballeur international uruguayen, qui évolue au poste de défenseur.

## Biographie

### Carrière en club
Avec le club de l'Inter Milan, il joue un match en Coupe de l'UEFA.

### Carrière en sélection
Avec l'équipe d'Uruguay, il joue un match (pour aucun but inscrit) en 1997. 
Il figure dans le groupe des sélectionnés lors de la Coupe des confédérations de 1997. Lors de la compétition, il joue un face contre l'Afrique du Sud. C'est son seul match en équipe nationale.
Il participe à la Coupe du monde des moins de 20 ans 1997, où la sélection uruguayenne atteint la finale, en étant battue par l'Argentine.

## Palmarès
Uruguay
- Coupe du monde des moins de 20 ans :
  - Finaliste : 1997.